# Unione Sportiva Olbia 1969-1970
Questa voce raccoglie le informazioni riguardanti l'Unione Sportiva Olbia nelle competizioni ufficiali della stagione 1969-1970.

## Rosa
| N. |                   | Ruolo | Calciatore        |
| -- | ----------------- | ----- | ----------------- |
|    | Italia (bandiera) | D     | Nedo Bernardi     |
|    | Italia (bandiera) | P     | Giuliano Bettella |
|    | Italia (bandiera) | A     | Vittorio Bruni    |
|    | Italia (bandiera) | A     | Angelo Caccia     |
|    | Italia (bandiera) | C     | Mario Cancellieri |
|    | Italia (bandiera) | C     | Angelo Caocci     |
|    | Italia (bandiera) | D     | Giovanni Carta    |
|    | Italia (bandiera) |       | Elio Deiana       |
|    | Italia (bandiera) | C     | Giancarlo Deiana  |
|    | Italia (bandiera) |       | Riccardo Dessi    |
|    | Italia (bandiera) | A     | Enrico Favilli    |

| N. |                   | Ruolo | Calciatore       |
| -- | ----------------- | ----- | ---------------- |
|    | Italia (bandiera) | A     | Giuseppe Fazzi   |
|    | Italia (bandiera) | P     | Nullo Fiaccadori |
|    | Italia (bandiera) | C     | Roberto Frenati  |
|    | Italia (bandiera) | C     | Ennio Giuntini   |
|    | Italia (bandiera) | A     | Luigi Merlo      |
|    | Italia (bandiera) | D     | Benvenuro Misani |
|    | Italia (bandiera) |       | Michele Moro     |
|    | Italia (bandiera) | D     | Pinuccio Petta   |
|    | Italia (bandiera) | C     | Giovanni Secchi  |
|    | Italia (bandiera) | C     | Bruno Selleri    |